# Citi Open 2022
Citi Open 2022 — тенісний турнір, що проходив на кортах з твердим покриттям у місті Вашингтон, США з 1 до 7 серпня. Належав до категорії ATP 500, був турніром серії Washington Open 2022 року.

## Фінальна частина

### Чоловіки, одиночний розряд
Нік Киріос —  Йосіхіто Нісіока 6–4, 6–3

### Жінки, одиночний розряд
Людмила Самсонова —  Кая Канепі 4–6, 6–3, 6–3

### Чоловіки, парний розряд
Нік Киріос /  Джек Сок —  Іван Додіг /  Остін Крайчек 7–5, 6–4

### Жінки, парний розряд
Джессіка Пегула /  Ерін Рутліфф —   Ганна Калінська /  Кеті Макнеллі 6–3, 5–7, [12–10]